# 150 років Національному академічному театру опери та балету України ім. Т. Г. Шевченка (срібна монета)
«150 ро́ків Націона́льному академі́чному теа́тру о́пери та бале́ту Украї́ни ім. Т. Г. Шевче́нка» — срібна ювілейна монета номіналом 20 гривень, випущена Національним банком України. Присвячена Національному академічному театру опери та балету України ім. Т. Г. Шевченка — видатному творчому колективу, який увібрав у себе найкращі традиції української культури. Слава про оперне та балетне мистецтво України давно сягнула за межі країни. Національна опера України активно та успішно інтеґрується у світовий музичний процес, про що свідчать гастролі в багатьох країнах світу, участь у найпрестижніших музичних фестивалях..
Монету було введено в обіг 27 жовтня 2017 року. Вона належить до серії «Духовні скарби України».

## Опис та характеристики монети
| Номінал грн. | Метал            | Маса, грам   | Діаметр, мм. | Якість виготовлення | Гурт                           | Тираж, штук |
| ------------ | ---------------- | ------------ | ------------ | ------------------- | ------------------------------ | ----------- |
| 20           | срібло 925 проби | 62,2 / 67,25 | 50,0         | пруф                | гладкий із заглибленим написом | 2 000       |

### Аверс
На аверсі монети розміщено: угорі — малий Державний Герб України, під яким напис Україна, у центрі на дзеркальному тлі — будівлю театру; унизу напис — «20/ГРИВЕНЬ». Рік карбування монети «2017» — на гурті.

### Реверс
На реверсі монети зображено стилізовану композицію: глядацька зала (елемент оздоблення — локальна позолота, вміст золота в чистоті не менше ніж 0,003 г), над якою — алегорична композиція: геральдичні грифони тримають у лапах ліру як символ музичного мистецтва та написи: «НАЦІОНАЛЬНИЙ АКАДЕМІЧНИЙ ТЕАТР» (угорі півколом), «ОПЕРИ ТА БАЛЕТУ УКРАЇНИ ІМ. Т. Г. ШЕВЧЕНКА» (під грифонами), «150 РОКІВ» (унизу).

## Автори

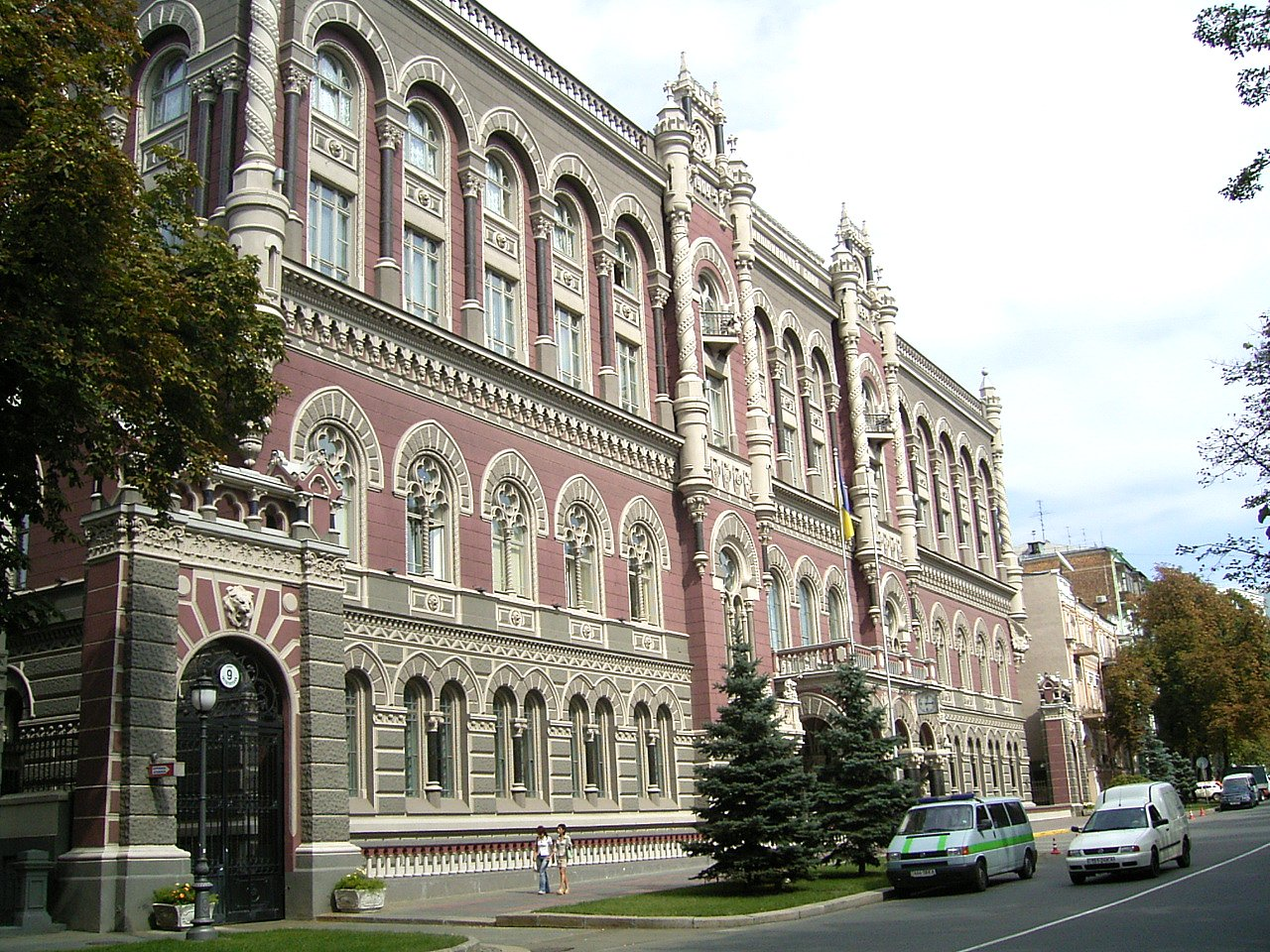
Будівля Національного банку України

- Художник — Фандікова Наталія.
- Скульптори: Демяненко Анатолій, Дем'яненко Володимир.

## Вартість монети
Під час введення монети в обіг 2017 року, Національний банк України реалізовував монету через свої філії за ціною 2287 гривень.
Фактична приблизна вартість монети, з роками змінювалася так:
| Рік        | 2018  | 2019  | 2020  | 2021  | 2022  | 2023  | 2024   | 2025   |
| ---------- | ----- | ----- | ----- | ----- | ----- | ----- | ------ | ------ |
| Ціна, грн. | 4 900 | 3 900 | 3 500 | 4 500 | 4 500 | 7 000 | 11 600 | 10 800 |